# Houtwal

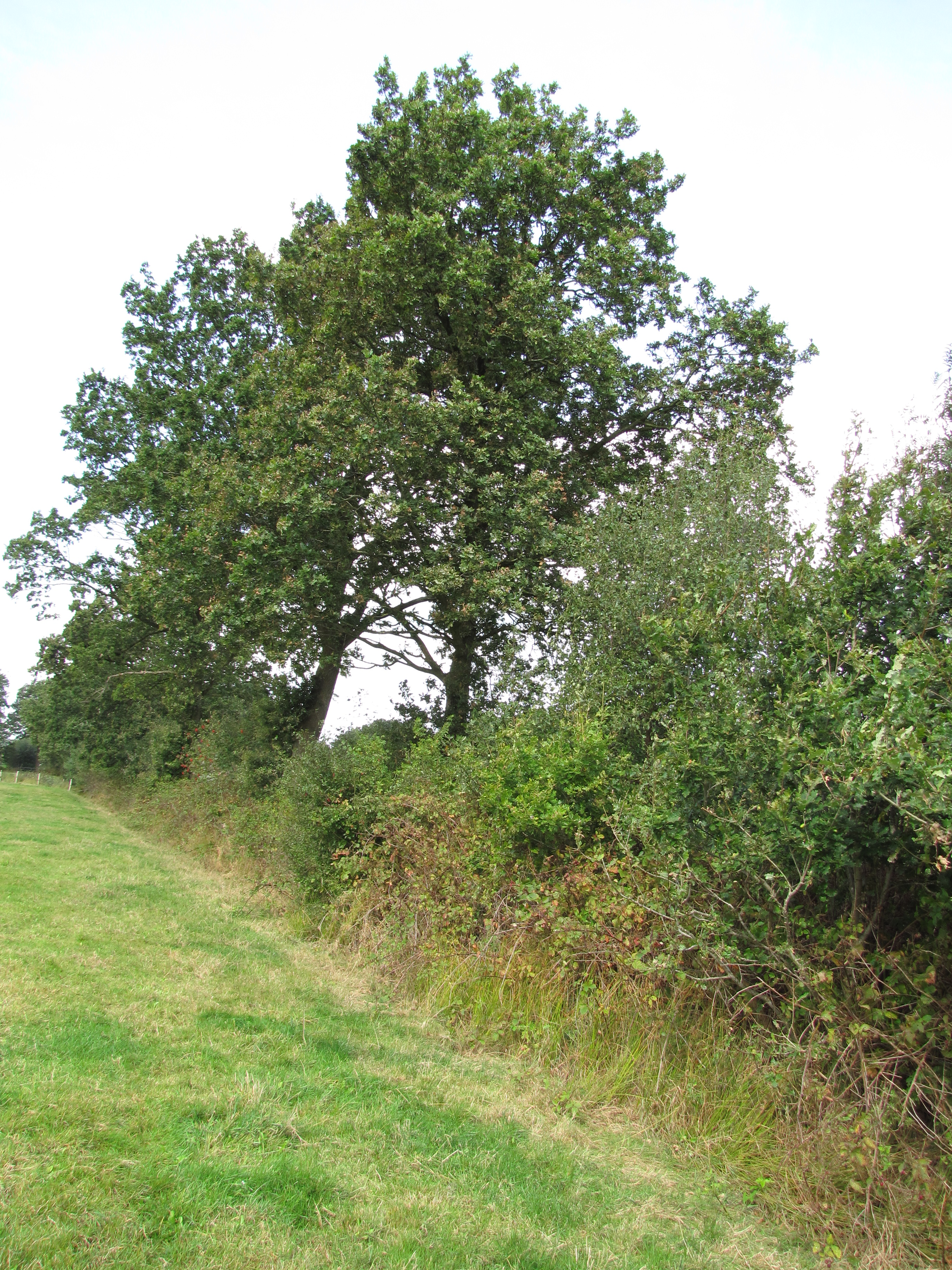
Houtwal in de Friese Wouden

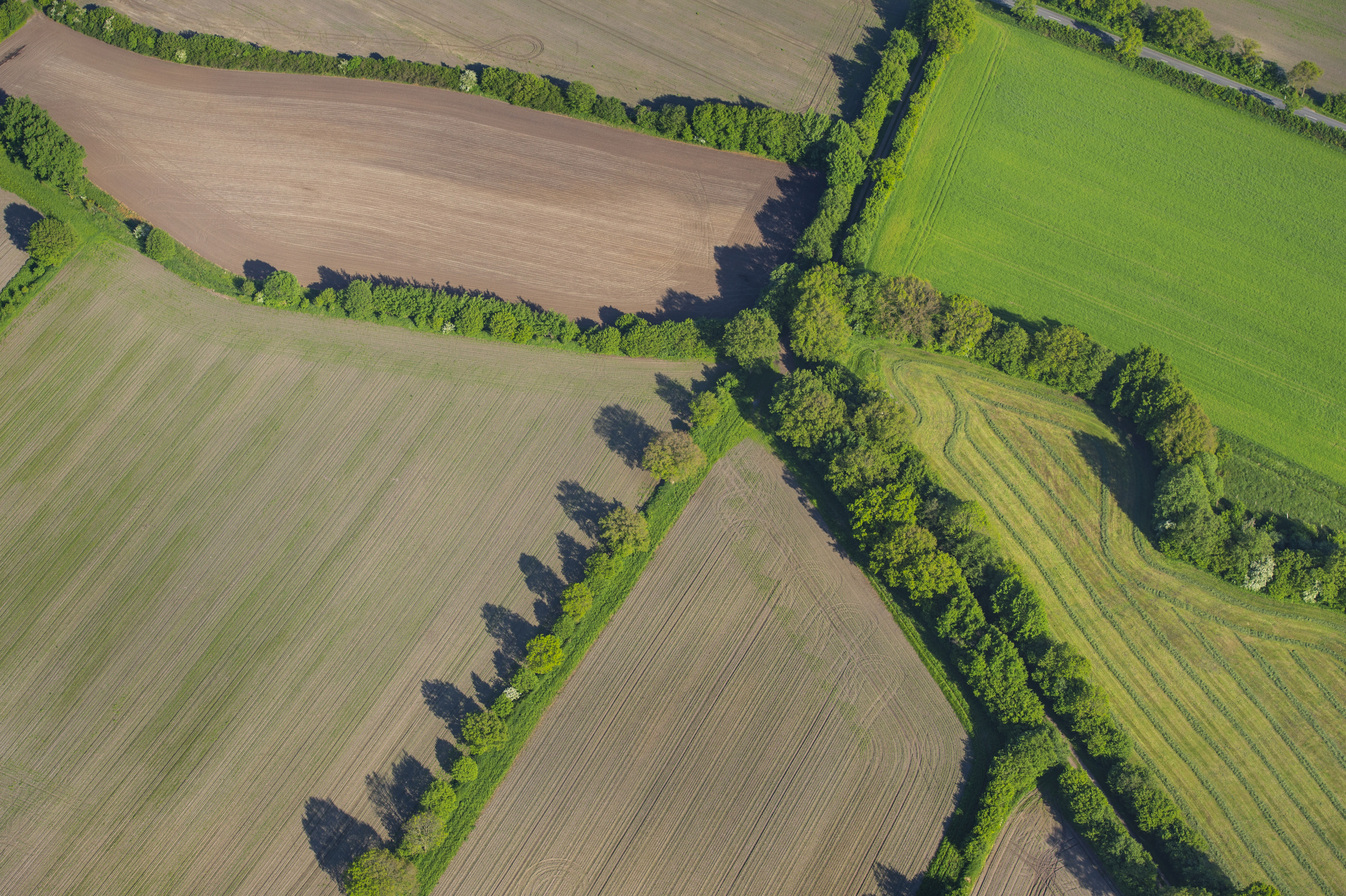
Luchtfoto van een cultuurlandschap met houtwallen

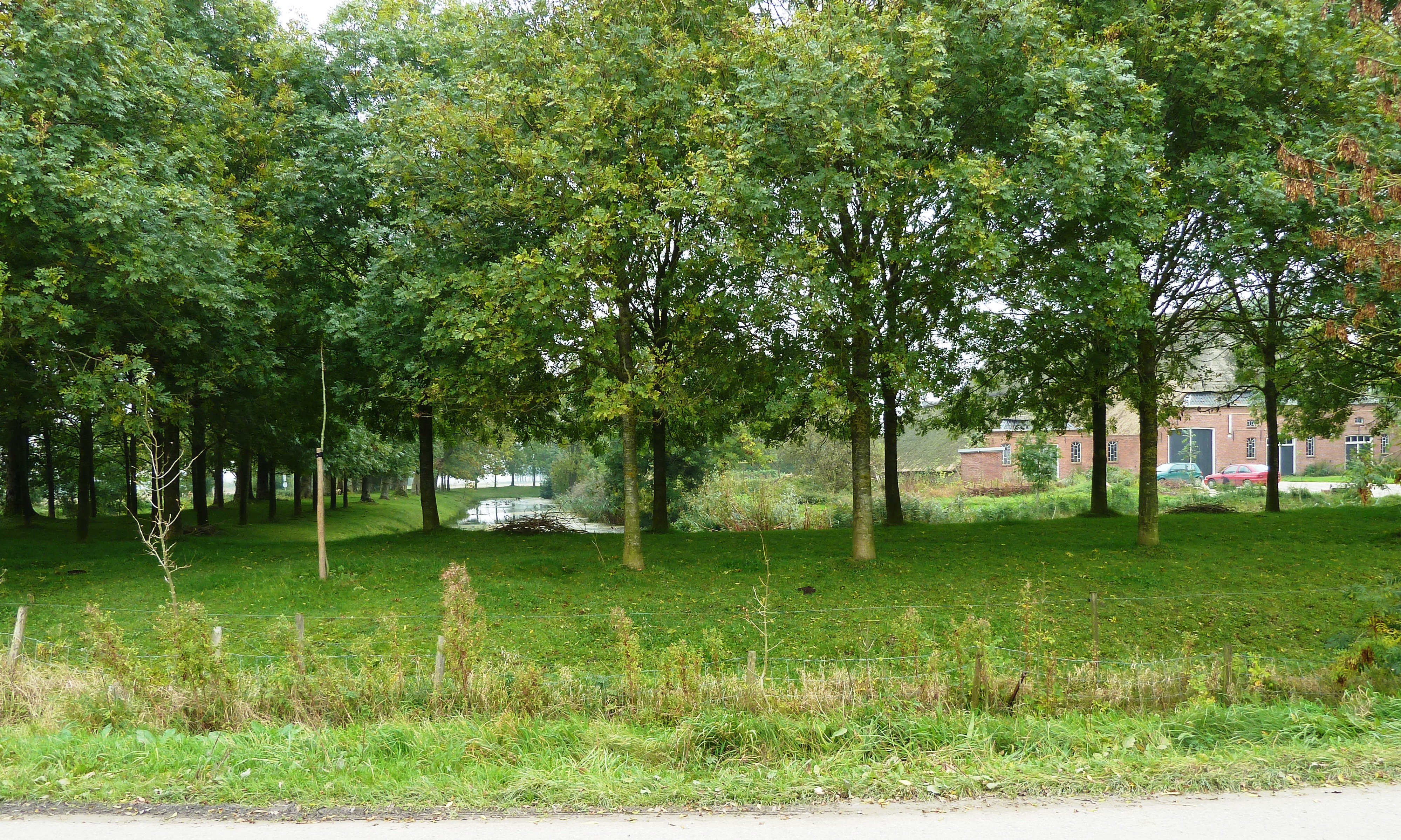
De dubbele boomsingel rondom een van de beide Teenstraplaatsen van Ruigezand in Groningen bestaat enkel uit bomen zonder ondergroei.

Een houtwal of boomwal is een aarden wal begroeid met bomen en struiken, die een lijnvormig element in een landschap vormt.
Ook een houtril of takkenwal van dood hout wordt soms een houtwal genoemd. Een rij met bomen zonder ondergroei wordt een houtsingel, boomsingel of kortweg singel genoemd, vooral in Noord-Nederland.
De ouderdom van deze landschapselementen varieert sterk. Ze zijn vaak bij een ontginning aangelegd, in zeldzame gevallen zijn het overblijfselen van grenswallen uit de middeleeuwen.

## Historische functie
De basisfunctie van de wallen was het afbakenen van bezit. Als erfafscheiding duidden ze de grenzen aan van percelen, weilanden, akkers of landgoederen. Tegelijkertijd dienden ze om het wild buiten de landbouwpercelen te houden (wildwal) en om het vee binnen te houden. Vanwege hun rol als natuurlijk prikkeldraad werden vaak struiken met doornen aangeplant, zoals de meidoorn. Veel wallen hadden ook een functie als houtleverancier voor geriefhout en brandhout. Er zijn ook houtwallen die aangelegd werden als bescherming tegen wind en om zandverstuivingen tegen te gaan.

## Landschappelijke en ecologische betekenis
Houtwallen en houtsingels zijn landschappelijk en ecologisch van bijzondere betekenis en herbergen een grote verscheidenheid aan planten- en diersoorten. De helling biedt variatie in nat/droog en warm/koud. De zonkant is dan vooral interessant voor insecten, amfibieën en reptielen, de schaduwkant voor varens en mossen. De vegetatie onder de bomen wordt vaak gekenmerkt door soorten die buiten de houtsingels niet of nauwelijks in het gebied voorkomen, zoals kamperfoelie, maagdenpalm, bosandoorn, dauwnetel.